# Зештет
Зештет (њем. Sehestedt) општина је у њемачкој савезној држави Шлезвиг-Холштајн. Једно је од 165 општинских средишта округа Рендсбург. Према процјени из 2010. у општини је живјело 848 становника. Посједује регионалну шифру (AGS) 1058152, NUTS (DEF0B) и LOCODE (DE SEH) код.

## Географски и демографски подаци
Зештет се налази у савезној држави Шлезвиг-Холштајн у округу Рендсбург. Општина се налази на надморској висини од 7 метара. Површина општине износи 15,2 km². У самом мјесту је, према процјени из 2010. године, живјело 848 становника. Просјечна густина становништва износи 56 становника/km².